# Бангладешско-ирландские отношения
Бангладешско-ирландские отношения — двусторонние связи между Бангладеш и Ирландией.
Обе эти страны были частью Британской империи. Однако Бангладеш является республикой, входящей в Содружество Наций, в то время как Ирландия стала независимой республикой 18 апреля 1949 года в соответствии с положениями Закона об Ирландской Республике 1948 года. Отношения между двумя государствами были установлены в начале 1972 года.

## Экономическое сотрудничество
Бангладеш и Ирландия проявляют взаимный интерес к расширению двусторонних экономических связей между ними. Обе страны осознают необходимость принятия дополнительных мер для увеличения объемов уже существующей торговли и инвестиций. Многие ирландские компании проявляют интерес к инвестированию в Бангладеш, особенно в перспективные отрасли.
В 2009 году торговая делегация Ирландии, возглавляемая бывшим министром инвестиций и координации Ирландии Конором Лениханом, посетила Бангладеш. ЦелВ Ирландии есть небольшая группа мигрантов из Бангладешь визита заключалась в изучении возможностей для расширения двусторонней торговли и инвестиций. В частности, Ирландия проявляла интерес к привлечению квалифицированных специалистов в области информационных технологий из Бангладеш.

## Мигранты
В Ирландии проживает небольшое количество мигрантов из Бангладеш. В 2014 году 99 граждан Бангладеш обратились за убежищем в Ирландии, а в 2015 году их число увеличилось до 231. Некоторые из них являются нелегальными иммигрантами.

## Дипломатические представительства
Ирландия и Бангладеш не имеют послов-резидентов в своих странах. Однако у них есть свои представители, которые могут представлять интересы друг друга. Посол Ирландии в Индии также имеет право представлять интересы Ирландии в Бангладеш, а Верховный комиссар Бангладеш в Соединенном Королевстве также может выступать в роли посла Бангладеш в Ирландии. В 2019 году посол Бангладеш выступил с предложением к правительству Ирландии открыть посольство в Дакке.